# Kommandant der Seeverteidigung V
Der Kommandant der Seeverteidigung V, kurz Seekommandant V, war ein regionaler Küstenbefehlshaber der deutschen Kriegsmarine im Zweiten Weltkrieg.
Der Seekommandant V wurde später Seekommandant Ukraine.

## Geschichte
Der Seekommandant V wurde im November 1941 aufgestellt und der Deutschen Marine-Mission Rumänien unterstellt. Er wurde in Nikolajew eingesetzt und im Januar 1942 Kommandant der Seeverteidigung Ukraine in Mariupol.
Im Januar 1942 wurde der Befehlsbereich des Kommandant der Seeverteidigung U aufgeteilt. Die Krim blieb beim Kommandant der Seeverteidigung U und der Kommandant der Seeverteidigung Ukraine übernahm das ukrainische Gebiet. Die Unterstellung erfolgte unter den Admiral Schwarzes Meer.
Im Dezember 1942 gab der Seekommandant Ukraine das Gebiet wieder an den Kommandant der Seeverteidigung Krim ab.
Im Januar 1943 wurde er zum Kommandant der Seeverteidigung Loire-Gironde in St. Nazaire.

## Kommandant der Seeverteidigung Ukraine (ab 1943)
In der Folge erhielten weitere Dienststellen den Namen Kommandant der Seeverteidigung Ukraine:
- von Anfang Mai 1943 bis Ende 1943 der ehemalige Kommandant der Seeverteidigung Westkrim
- von Februar 1944 bis April 1944 der ehemalige Kommandant der Seeverteidigung Kaukasus

## Unterstellte Dienststellen und Verbände
Dem Seekommandanten waren folgende Verbände und Dienststellen unterstellt:
- Hafenkommandant Odessa mit Hafenkompanie
- Hafenkommandant Otschakow mit Hafenkompanie
- Hafenkommandant Taganrog mit Hafenkompanie, im Januar 1942 aufgestellt und im September 1943 aufgelöst
- Hafenkommandant Mariupol mit Hafenkompanie, im Dezember 1942 aufgestellt und im Juli 1943 aufgelöst
- Hafenkommandant Nikolajew mit Hafenkompanie, im Februar 1943 aufgestellt und im April 1944 aufgelöst

## Seekommandanten
- Konteradmiral Wilhelm Kopp: von der Aufstellung bis Dezember 1942, ehemaliger Kommandant der Seeverteidigung R
- Konteradmiral Fritz Lamprecht: im November 1942, in Vertretung
- Fregattenkapitän Eberhard Souchon: November/Dezember 1942 mit der Wahrnehmung der Geschäfte beauftragt